# Soredemo boku wa yattenai
Pour plus de détails, voir Fiche technique et Distribution.
Soredemo boku wa yattenai (それでもボクはやってない) est un film de procès japonais réalisé par Masayuki Suo et sorti en 2006.

## Synopsis
Teppei Kaneko, un travailleur indépendant, se rendait à un entretien d'embauche dans un train bondé pendant l'heure de pointe du matin. À sa descente du train, il est accusé d'attouchements par une collégienne et il est emmené au bureau du chef de gare. Kaneko, qui clame son innocence, refuse de transiger et de régler l'affaire à l'amiable. Il est arrêté, emmené et inculpé par un officier de police arrivé peu après.
Incapables de confirmer les faits avec la jeune fille et de parler à la femme témoin, les inspecteurs refusent de croire à sa défense. La frustration de Teppei manque de lui briser le cœur, mais grâce à la campagne de sa famille, de ses amis proches et de ses anciennes petites amies qui croient en son innocence, et avec l'aide de l'avocat de l'ancien juge Arakawa et de la société civile, Teppei tente de consolider les preuves et de révéler la vérité devant le tribunal. Des efforts sont également déployés pour trouver des témoins féminins et les interroger, ainsi que pour produire une reconstitution vidéo.
Cependant, lorsqu'Omori, le jeune juge chargé de l'affaire qui pensait que les preuves de l'accusation étaient insuffisantes, est soudainement transféré et que le juge Muroyama, plus favorable à l'accusation, est nommé à sa place, de sombres nuages commencent à planer sur l'avenir du procès. De plus, la situation devient de plus en plus défavorable lorsque le juge se voit présenter une vidéo pour adultes d'un agresseur dans sa chambre.
Lors de la première audience au tribunal de district, il est condamné à trois mois d'emprisonnement (avec un sursis de trois ans). Teppei, qui espérait un acquittement, n'est pas satisfait et fait appel. Cependant, l'histoire s'arrête là sans révéler la vérité, à savoir si Teppei a réellement abusé de la femme ou s'il a été condamné à tort, ni ce qui se passe dans le procès qui suit.

## Fiche technique
- Titre original japonais : Soredemo boku wa yattenai (それでもボクはやってない?)[1],[2] (litt. « Et pourtant, je ne l'ai pas fait »)
- Réalisateur : Masayuki Suo
- Scénario : Masayuki Suo
- Photographie : Naoki Kayano (ja)
- Montage : Junichi Kikuchi (ja)
- Musique : Masayuki Suo
- Société de production : Altamira Pictures, Fuji Television, Tōhō
- Pays de production :  Japon
- Langue originale : japonais
- Format : couleurs - 1,85:1 - Son Dolby Digital - 35 mm
- Durée : 143 minutes
- Genre : film de procès
- Dates de sortie :
  - États-Unis : novembre 2006
  - Japon : 20 janvier 2007

## Distribution
- Ryō Kase : Teppei Kaneko
- Asaka Seto (ja) : Riko Sudo, avocat
- Kōji Yakusho : Masayoshi Arakawa, avocat
- Masako Motai (ja) : Toyoko kaneko
- Koji Yamamoto (ja) : Tatsuo Saito
- Ranran Suzuki : Yoko Doi
- Fumiyo Kohinata : Shogo Muroyama
- Miyu Yagyu (ja) : Toshiko Furukawa
- Toshinori Omi (ja)